# Séduis-moi si tu peux !
Pour plus de détails, voir Fiche technique et Distribution.
Séduis-moi si tu peux ! ou Un bon coup au Québec (Long Shot) est une comédie romantique américaine réalisée par Jonathan Levine, sorti en 2019.

## Synopsis
Charlotte Field est la secrétaire d'État des États-Unis. Lors d'une soirée, cette femme sophistiquée et brillante retrouve Fred Flarsky, un journaliste politique sans filtre dont elle était jadis la baby-sitter. Fred n'est pas la personne la plus élégante qui soit et son allure débraillée, son humour et son franc-parler détonnent dans l’entourage très codifié de Charlotte. Elle constate malgré tout qu'il a une belle « plume » et l'humour nécessaire pour écrire ses discours. Fred tente d'en apprendre davantage sur elle et ils se rapprochent de plus en plus. Ils deviennent plus que des collègues ou de simples amis. Mais cette relation amoureuse intervient alors que Charlotte porte un énorme projet écologique et qu'elle souhaite porter sa candidature à l'élection présidentielle.

## Fiche technique
- Titre original : Long Shot
- Titre français : Séduis-moi si tu peux !
- Titre québécois : Un bon coup
- Titre de travail : Flarsky
- Réalisation : Jonathan Levine
- Scénario : Dan Sterling et Liz Hannah, d'après une histoire de Dan Sterling
- Directrice artistique : Sharon Davis
- Décors : Kalina Ivanov
- Costumes : Mary E. Vogt
- Photographie : Yves Bélanger
- Montage : Melissa Bretherton et Evan Henke
- Musique : Marco Beltrami et Miles Hankins
- Producteurs : A. J. Dix, Evan Goldberg, Beth Kono, Seth Rogen, Charlize Theron et James Weaver
  - Producteurs délégués : Barbara A. Hall, Kelli Konop, John Powers Middleton et Dan Sterling
- Sociétés de production : Lionsgate, Good Universe, Point Grey Pictures et Denver + Delilah Productions
- Sociétés de distribution :
  -  États-Unis : Summit Entertainment / Lionsgate
  -  France : SND Groupe M6
- Budget : 40 000 000 $[2]
- Pays d'origine :  États-Unis
- Langue originale : anglais
- Format : couleur - 2.35:1
- Genre : comédie romantique
- Durée : 125 minutes
- Dates de sortie[3] :
  -  États-Unis :
    - 9 mars 2019 (festival South by Southwest)
    - 3 mai 2019 (sortie nationale)

  -  France : 15 mai 2019
  - DVD et VOD : 25 septembre 2019 (M6 Vidéo)

## Distribution
- Seth Rogen (VF : Frédéric Souterelle ; VQ : Tristan Harvey) : Fred Flarsky
- Charlize Theron (VF : Barbara Kelsch ; VQ : Camille Cyr-Desmarais) : la secrétaire d'État des États-Unis, Charlotte Field
- O'Shea Jackson Jr. (VF : Namakan Koné ; VQ : Christian Perrault) : Lance
- June Diane Raphael (VF : Barbara Beretta ; VQ : Marika Lhoumeau) : Maggie Millikin
- Ravi Patel (VF : Thierry Kazazian ; VQ : Philippe Martin) : Tom
- Andy Serkis (VF : Jérémie Covillault ; VQ : Manuel Tadros) : Parker Wembley
- Alexander Skarsgård (VF : Valéry Schatz ; VQ : Frédéric Paquet) : le premier ministre du Canada, James Steward
- Randall Park (VF : Jérémy Bardeau) : le patron de Flarsky
- Bob Odenkirk (VF : Nicolas Marié ; VQ : Alain Zouvi) : le président des États-Unis, Chambers
- Tristan D. Lalla (VF : Günther Germain) : l'agent M
- James Saito : le ministre Kishido
- Randy Orton : Jimmy P.
- Lisa Kudrow (VF : Pauline Moingeon Vallès) : Katherine
- Boyz II Men : eux-mêmes
- Lil Yachty (VF : Asto Montcho) : lui-même
- Aviva Mongillo : Charlotte Field, jeune

 Source et légende : version française (VF) sur RS Doublage version québécoise (VQ) sur Doublage.qc.ca

## Production
En février 2017, un film intitulé Flarsky avec Seth Rogen et Charlize Theron est annoncé, avec Jonathan Levine à la réalisation. En octobre 2017, O'Shea Jackson Jr. rejoint la distribution. En novembre 2017, June Diane Raphael, Ravi Patel, Andy Serkis, Alexander Skarsgard et Randall Park se joignent eux aussi au projet alors que débute le tournage à Montréal,,.
En janvier 2019, il est annoncé que le film est rebaptisé Long Shot.
Le tournage débute en janvier 2018 et a lieu à Montréal au Canada, avec quelques séquences à Moscou, Paris, Londres, Buenos Aires, Carthagène des Indes...

## Accueil

### Critique
Le film reçoit des critiques plutôt positives. Sur l'agrégateur américain Rotten Tomatoes, il récolte 81 % d'opinions favorables pour 252 critiques et une note moyenne de 7,08⁄10. Sur Metacritic, il obtient une note moyenne de 67⁄100 pour 45 critiques.
En France, le film obtient une note moyenne de 3,6⁄5 sur le site AlloCiné, qui recense 25 titres de presse. Caroline Vié, dans 20 minutes, remarque que cette comédie romantique où « Charlize Theron et Seth Rogen forment un couple improbable mais touchant », « donne de beaux rôles aux deux comédiens ».  Camille Nevers, dans Libération, « en l'absence notable de mise en scène », juge le film « mineur », il relève tout de même que : « Les couples improbables sont les meilleurs, toute bonne comédie nous le rappelle, ici ce duo nouveau genre de l’Auguste et du clown blanc ». Et sur France Inter, les avis des critiques du Masque et la Plume vont de « banal » (Danièle Heymann) à « bouleversant d'idiotie » (Alain Riou).

### Box-office
| Pays ou région    | Box-office      | Date d'arrêt du box-office | Nombre de semaines |
| ----------------- | --------------- | -------------------------- | ------------------ |
| États-Unis Canada | 30 316 271 $    | 20 juin 2019               | 7                  |
| France            | 195 447 entrées | 18 juin 2019               | 5                  |
| Total mondial     | 46 514 981 $    |                            |                    |